# 3월 18일
3월 18일은 예서에 생일과 그레고리력으로 77번째(윤년일 경우 78번째) 날에 해당한다.

## 사건
- 1229년 - 6차 십자군: 신성 로마 제국의 프리드리히 2세가 예루살렘의 왕임을 선언하다.
- 1277년 - 캔터베리 대주교 로버트 킬워드비가 30개의 철학 및 신학적 명제들을 옥스퍼드 대학교에서 가르치는 것을 금지하다.
- 1890년 - 독일의 빌헬름 2세, 오토 폰 비스마르크를 수상직에서 해임하다.
- 1922년 - 시민 불복종을 이유로 마하트마 간디가 6년형을 선고받다.
- 1960년 - 3·15 선거 결과로 야당 의원들이 총퇴장한 상황에서 대통령 이승만·부통령 이기붕이 당선되다.
- 1963년 - 최영오 일병 사건의 당사자 최영오에 대한 사형이 집행되다.
- 1965년 - 소비에트 연방의 보스토크 2호에 탑승한 알렉세이 레오노프가 인류 최초로 우주 유영을 하다.
- 1975년 - 동아투위가 결성되다.
- 1997년 - 삼미그룹 계열사 법정관리 신청.
- 1982년 - 오후 2시 경 부산에서 미문화원 방화사건이 최인순, 김은숙, 문부식, 김현장 등 부산 지역 대학생들에 의해 발생하다.
- 2000년 - 중화민국 총통 선거에서 민진당의 후보 천수이볜이 최초의 야당 출신 총통으로 당선되다.
- 2009년 - 예멘, 테러사건 대응팀에 자폭테러.
- 2014년 - 러시아의 크림반도 합병.
- 2018년 - 우버 사에서 개발한 자율주행 차량 시험 중에 사망사고가 발생하다.

## 문화
- 1900년 - 네덜란드의 축구 클럽 AFC 아약스 창단.
- 1919년 - 스페인의 축구 클럽 발렌시아 CF 창단.
- 2010년 - 친구랑 대화할 수 있는 어플  카카오톡 출시.
- 2019년 - 창원NC파크 개장.

## 탄생
- 1489년 - 조선 중기의 학자 서경덕. (~1546년)
- 1634년 - 프랑스의 작가 라파예트 부인. (~1693년)
- 1690년 - 독일 수학자 크리스티안 골트바흐. (~1764년)
- 1782년 - 미국의 제7대 부통령 존 캘훈. (~1850년)
- 1813년 - 독일의 극작가 크리스티안 프리드리히 헤벨. (~1863년)
- 1837년 - 미국의 제 22, 24대 대통령 그로버 클리블랜드. (~1908년)
- 1844년 - 러시아의 작곡가 니콜라이 림스키코르사코프. (~1908년)
- 1858년 - 독일의 기계 기술자 루돌프 디젤. (~1913년)
- 1886년 - 독일의 심리학자 쿠르트 코프카. (~1941년)
- 1889년 - 대한민국의 독립운동가 이탁. (~1930년)
- 1893년 - 영국의 시인 윌프레드 오언. (~1918년)
- 1908년 - 대한민국의 문학평론가 백철. (~1985년)
- 1913년 - 프랑스의 영화감독 르네 클레망. (~1996년)
- 1920년 - 대한민국의 기업인, 매일유업 창업주 김복용. (~2006년)
- 1923년 - 줄리아 멀록. (~2017년)
- 1926년 - 미국의 배우 피터 그레이브스. (~2010년)
- 1927년 - 중화민국의 학자 장징후. (~2019년)
- 1928년 - 필리핀의 제12대 대통령 피델 V. 라모스. (~2022년)
- 1930년 - 영국의 음악가 앨런 윌리엄스. (~2016년)
- 1931년 - 영국의 영화배우 존 프레이저. (~2020년)
- 1932년 - 미국의 작가 존 업다이크. (~2009년)
- 1933년 - 일본의 사진가 호소에 에이코. (~2024년)
- 1941년 - 대한민국의 바둑기사 권경언. (~2022년)
- 1944년 - 대한민국의 경제학자 정운영. (~2005년)
- 1945년 - 대한민국의 성우 유만준.
- 1948년
  - 대한민국의 기업 출신 정치가 이철.
  - 미국의 싱어송라이터 바비 휘틀록. (~2025년)
- 1953년 - 대한민국의 의원 김동근.
- 1954년 - 대한민국의 성우 유제상.
- 1955년
  - 대한민국의 가수 및 작곡가 주찬권. (~2013년)
  - 프랑스의 펜싱 선수 필리프 부아스.
- 1956년 - 대한민국의 희극인, 목사 서세원. (~2023년)
- 1958년 - 중국의 영화 감독 펑샤오강.
- 1959년
  - 대한민국의 축구 해설가 강신우.
  - 프랑스의 영화감독 뤼크 베송.
  - 미국의 싱어송라이터 아이린 카라. (~2022년)
- 1961년
  - 대한민국의 축구인, 축구행정가 조긍연.
  - 대한민국의 정치인 박대출.
- 1963년 - 대한민국의 음악프로듀서 김창환.
- 1964년
  - 일본의 성우 가나이 미카.
  - 일본의 작곡가 칸노 요코.
- 1965년 - 대한민국의 배우, 금융인 윤진호.
- 1966년 - 대한민국의 배우 이경아.
- 1967년 - 일본의 성우 쿠스노키 타이텐.
- 1968년 - 일본의 성우 미키 신이치로.
- 1970년 - 미국의 가수 겸 배우 퀸 라티파.
- 1971년
  - 대한민국의 방송인 정준하.
  - 대한민국의 전직 광주광역시 서구의원 김태진.
  - 폴란드의 전 축구 선수, 축구 감독 예지 브젱체크.
- 1973년 - 미국의 성우 루시 크리스천.
- 1974년 - 대한민국의 천체사진가 권오철.
- 1975년
  - 대한민국의 가수 루시드폴.
  - 미국의 배우 찰스 파넬.
- 1977년
  - 프랑스의 전 축구 선수 윌리 사뇰.
  - 일본의 게임 제작자 오타 준야.
  - 대한민국의 야구 선수 박승민.
- 1978년 - 대한민국의 농구 선수 이승준.
- 1979년
  - 대한민국의 아나운서 박사임.
  - 미국의 싱어송라이터 애덤 리바인 (마룬 5).
- 1980년
  - 대한민국의 희극인 송준근.
  - 잉글랜드의 배우 소피아 마일스.
- 1981년
  - 대한민국의 전 배우 최형선.
  - 대한민국의 배우 김승현.
  - 대한민국의 가수 장나라.
  - 대한민국의 영화배우 오건우. (~2011년)
- 1982년
  - 대한민국의 영화배우 박인영.
  - 대한민국의 배구 선수 김정훈.
- 1983년 - 대한민국의 건설던트 이세희.
- 1984년
  - 미국의 테니스 선수 라지브 램.
  - 아르헨티나의 가수 Annabel.
- 1985년
  - 대한민국의 가수 김상돈. (더 넛츠)
  - 일본의 축구 선수 요코야마 도모노부. (~2024년)
  - 헝가리의 체조 선수 베르키 크리스티안.
- 1986년
  - 러시아의 배구 선수 알렉산드르 부티코.
  - 스웨덴의 가수, 모델 뤼케 리.
- 1987년
  - 대한민국의 기상 캐스터 출신 사업가 이세라.
  - 대한민국의 축구 선수 신광훈 (포항 스틸러스).
  - 아르헨티나의 축구 선수 가브리엘 메르카도.
  - 아르헨티나의 축구 선수 마우로 사라테.
  - 대한민국의 야구 선수 신창호.
- 1988년
  - 대한민국의 야구 선수 손아섭.
  - 대한민국의 바둑 기사 김세실.
- 1989년
  - 대한민국의 야구 선수 전민수 (KT 위즈).
  - 일본의 가수 니시노 카나.
  - 영국, 미국의 배우 릴리 콜린스.
  - 대한민국의 배우 김히어라.
- 1990년
  - 대한민국의 영양사 김민지.
  - 대한민국의 전 농구 선수 이유진.
- 1991년
  - 그리스의 축구 선수 미할리스 바카키스.
  - 대한민국의 골프 선수 김자영.
  - 대한민국의 전직 스타크래프트 프로게이머 김태균.
  - 대한민국의 래퍼 장석훈.
- 1992년
  - 대한민국의 모델 신해리. (~2024년)
  - 일본의 가수 테라다 타쿠야 (크로스진).
  - 튀니지의 축구 선수 페르자니 사시.
- 1993년
  - 일본의 축구 선수 이와부치 마나.
  - 루마니아의 축구 선수 콘스탄틴 니카.
- 1994년
  - 그리스의 축구 선수 스테파노스 카피노.
  - 대한민국의 아나운서 김옥영.
- 1995년 - 일본의 아이돌 야다리사코.
- 1996년
  - 대한민국의 가수 강빈.
  - 대한민국의 가수 이엘. (스피넬)
- 1997년
  - 대한민국의 가수 김다니엘. (웨이브 투 어스)
  - 대한민국의 래퍼 Fisherman.
  - 중화인민공화국의 역도 선수 허우즈후이.
- 1998년
  - 대한민국의 배우 함성민.
  - 대한민국의 야구 선수 김민수.
  - 대한민국의 배우 채효진.
  - 대한민국의 축구 선수 최재영.
  - 대한민국의 축구 선수 김민식.
  - 그리스의 육상 선수 밀티아디스 텐도글루.
- 1999년
  - 대한민국의 가수 수정.
  - 프랑스의 배우 노에이 아비타.
  - 포르투갈의 축구 선수 디오구 달로.
- 2000년 - 대한민국의 가수 이신. (GHOST9)
- 2001년 - 대한민국의 바둑 기사 양민석.
- 2002년 - 대한민국의 축구 선수 손승우.
- 2004년
  - 대한민국의 당구 선수 장가연.
  - 대한민국의 가수 이재희.
- 2011년 - 대한민국의 아역 배우 김설.

### 미상
- 대한민국의 레이싱 모델 이다혜.

## 사망
- 1584년 - 모스크바대공국의 대공 이반 4세. (1530년~)
- 1781년 - 프랑스의 정치인, 경제학자 안 로베르 자크 튀르고. (1727년~)
- 1939년 - 대한민국의 독립운동가 신홍식. (1872년~)
- 1973년 - 에스토니아의 철학자 요한네스 아비크. (1880년~)
- 1982년 - 소련의 군인 바실리 추이코프. (1900년~)
- 1983년 - 이탈리아 왕국의 마지막 국왕 움베르토 2세. (1904년~)
- 1986년 - 대한민국의 정치인 이호동. (1937년~)
- 2004년 - 미국의 야구인 진 비어든. (1920년~)
- 2008년 - 영국의 영화감독 앤서니 밍겔라. (1954년~)
- 2009년 - 잉글랜드의 배우 너태샤 리처드슨. (1963년~)
- 2010년
  - 대한민국의 핸드볼 선수 남광현. (1978년~)
  - 대한민국의 역도 선수 겸 정치인 황호동. (1936년~)
  - 대한민국의 기자, 언론인 고일욱. (1962년~)
- 2011년 - 미국의 정치가, 63대 국무장관 워런 크리스토퍼. (1925년~)
- 2016년 - 독일의 정치인 기도 베스터벨레. (1961년~)
- 2017년 - 미국의 가수 척 베리. (1926년~)
- 2018년 - 대한민국의 목사 한철하. (1924년~)
- 2020년
  - 대한민국의 역사학자 이이화. (1937년~)
  - 대한민국의 배우 문지윤. (1984년~)
  - 슬로베니아의 영화배우 페테르 무세우스키. (1965년~)
  - 스페인의 축구 선수 호아킨 페이로. (1936년~)
- 2022년 - 미국의 정치인 돈 영. (1933년~)
- 2024년
  - 대한민국의 언론인 이유상. (1946년~)
  - 미국의 우주비행사 토머스 스태퍼드. (1930년~)
- 2025년 - 대한민국의 아나운서 송재익. (1942년~)

## 기념일
- 국기의 날: 아루바
- 석유산업 국유화 기념일(Anniversary of the Oil Expropriation), 1938년 라자로 카르데나스 대통령의 에너지 산업 국유화를 기념하는 날: 멕시코

## 같이 보기
- 전날: 3월 17일 다음날: 3월 19일 - 전달: 2월 18일 다음달: 4월 18일
- 음력: 3월 18일
- 모두 보기